# بركات بن محمد
بركات بن محمد بن بركات بن حسن شريف مكة. المعروف بـ (بركات الثاني) أو (بركات أفندي)، شريف مكة في الفترة (1497–1525)، تولى الأمر في 11 محرم 903 هـ بعد وفاة والدة محمد بن بركات. بنيت أسوار حول مدينة جدة بفترة حكمه، وبأمر من السلطان المملوكي قانصوه الغوري.

## نسبه
بركات بن محمد بن بركات بن حسن بن عجلان بن رميثة بن أبي نمي محمد بن أبي حسن بن علي بن أبي عزيز قتادة الحسني الهاشمي، ولد في مكة المكرمة سنة إحدى وستين وثمانمائة، أمه الشريفة عمرة ابنة محمد آل أبي نمي.

## نشأته
ولد في مكة المكرمة سنة إحدى وستين وثمانمائة، وتلقى العلم على يد مجموعة من العلماء. وله من الولد محمد أبو نمي الثاني.

## ولايته
مدة ملكه شريكاً لأبيه سبع وعشرون سنة، وجملة ولايته استقلالا وشراكة أربع وخمسون سنة حيث وقع الخلاف ما بينه وما بين أخيه هزاع، ثم أخيه محمد، ثم حميضه بن محمد. وقد مرت فترة ولايته بفترات عصيبة قضى بعضها محبوسا في مصر إلى أن فر وقضى على منافسيه في العام 910 هجرية. وأقام ابنه علي على نصف الإمارة وأخوه قاتباي على النصف الثاني.
بوصول العثمانيين للحكم طلب الشريف بركات بن محمد الحسني من السلطان سليم إبقاءه على العادة اللتي جرت في شرافة مكة المكرمة فوافقه على ذلك.